# Palác Dverce
Palác Dverce (chorvatsky Palača Dverce) je historický památkově chráněný palác, který stojí v centru chorvatské metropole Záhřebu. Evidován je v seznamu chorvatských kulturních památek pod číslem Z-626. Stojí na adrese Trg Katarine Zrinske 6. 
Palác má svůj název podle historické brány (dverce) která se zde v minulosti nacházela. Původ stavby a vznik brány v 13. století zde připomíná pamětní deska.
V historických zdrojích se budova objevuje také pod názvem Palác Buratti. V současné době se jedná o stavbu, která je ve vlastnictví města Záhřebu a využívá se pro různé reprezentační účely primátora metropole a zastupitelstva města. Budova vznikla, stejně jako řada dalších reprezentativních měšťanských domů v lokalitě Gornji grad, přestavbou původního opevnění a dobudování obytných prostor. Současnou podobu má objekt z 19. století, a to po přestavbě, kterou realizoval architekt Kuno Waidmann. Až do roku 1912 v něm žila šlechtična Klotilda Buratti, ta jej po své smrti odkázala městu Záhřebu. 
V roce 2000 bylo zamýšleno, že by budova byla dána do užívání i jako prezidentská kancelář prezidenta republiky Chorvatsko, nicméně tento záměr nebyl nakonec uskutečněn.